# Wilhelm Geißler (Künstler, 1895)
Wilhelm Geißler (* 29. September 1895 in Hamm; † 11. Februar 1977 in Wuppertal) war ein deutscher Grafiker, Holzschneider und Maler.

## Leben
Nach dem Besuch der Oberrealschule arbeitete Geißler zunächst ein Jahr als technischer Zeichner, anschließend als Volontär bei einem Malermeister. Von 1913 bis 1916 studierte er an der Kunstgewerbeschule Düsseldorf und war dort Mitarbeiter Heinrich  Rüters. In diese Zeit fielen seine ersten Veröffentlichungen.
In den Jahren von 1916 bis 1918 nahm Geißler als Soldat am Ersten Weltkrieg teil. In dieser Zeit präsentierte er erstmals seine Werke in einer Ausstellung im Gustav-Lübcke-Museum in Hamm.
Von 1919 bis 1920 studierte Geißler bei Alois Kolb an der Staatlichen Akademie für graphische Künste und Buchgewerbe Leipzig, anschließend wechselte er für die Jahre 1921 bis 1922 an die Kunstgewerbeschule München. Zwischen 1922 und 1929 lebte Geißler in Rudolstadt als Hausgrafiker des Greifenverlags. In diese Zeit fielen Ausstellungen in Kopenhagen, Hamm, Bochum, Aachen, Krefeld und Wuppertal. Am 5. Januar 1929 heiratete er Elfriede von Ponickau. 1930 siedelte das Ehepaar nach Köln um.
In der Zeit des Nationalsozialismus war Geißler Mitglied der Reichskammer der bildenden Künste. Für diese Zeit ist seine Teilnahme an fünfzehn großen Ausstellungen in Deutschland sicher belegt. 1934 gründete er in Köln die Woensam-Presse mit Franz M. Jansen, Käthe Schmitz-Imhoff, Peter Strausfeld, Anton Wolff und Irmgart Zumloh, die sich als Woensam-Ring bezeichneten. Im gleichen Jahr schloss sich Rudi Rhein dem Woensam-Ring an. Die Woensampresse bestand aus den Künstlern des Woensam-Rings und einem Förderkreis, in dem man Mitglied werden konnte. Der Jahresbeitrag für die Mitgliedschaft betrug 15 RM. Die Mitglieder des Förderkreises unterstützten die Arbeit des Künstlerkreises und erhielten dafür jährlich Arbeiten von einem Mindestwert von 25 RM.
Bis 1943 entstanden in Köln Wandbilder und Mosaiken für sakrale und profane Bauten. 1943 wurde Geißler Direktor der Meisterschule für das gestaltende Handwerk (heute: Fakultät für Kunst und Design der Bergischen Universität Wuppertal). Nach seiner Pensionierung 1961 war er bis zu seinem Tod als freischaffender Künstler in Wuppertal-Barmen tätig.

## Weitere Ausstellungen
Wilhelm Geißler beteiligte sich u. a. an den internationalen Kunstausstellungen 1922 Kopenhagen, 1936 Warschau, 1937 Lyon, 1937 Peking, 1939 Chicago, 1942 Brüssel, 1952 Lakeland, Florida, 1965 Krakau, 1966 Wien, Graz und Linz, Grafik seit Goya, 1966 Washington, 1967 Göteborg, 1967 Karlsbad, Intergrafik, 1967 Budapest, Intergrafik, 1967 Warschau, Kulturpalast, 1968 Oslo, Kunstnernes Hus, 1968 Moskau, Puschkin-Museum, 1968 Leningrad, Eremitage, 1969 St. Niklaas (Belgien), Internationale Graphikschau. Außerdem war national beteiligt 1918 in Hamm, 1934 Berlin, 1934 Düsseldorf, 1935 Dessau, 1936 Leipzig, 1937 Karlsruhe, 1937 Wuppertal-Barmen, 1959 München, 1965 Berlin, Intergrafik 65, 1965 Solingen, 1965 Wuppertal-Barmen, 1966 Baden-Baden Der deutsche Holzschnitt, 1966 Wuppertal-Barmen, 1966 Hamm. 1966 Burg Ludwigstein und 1967 Berlin-Ost Intergrafik 67.

## Werke

### Großwerke

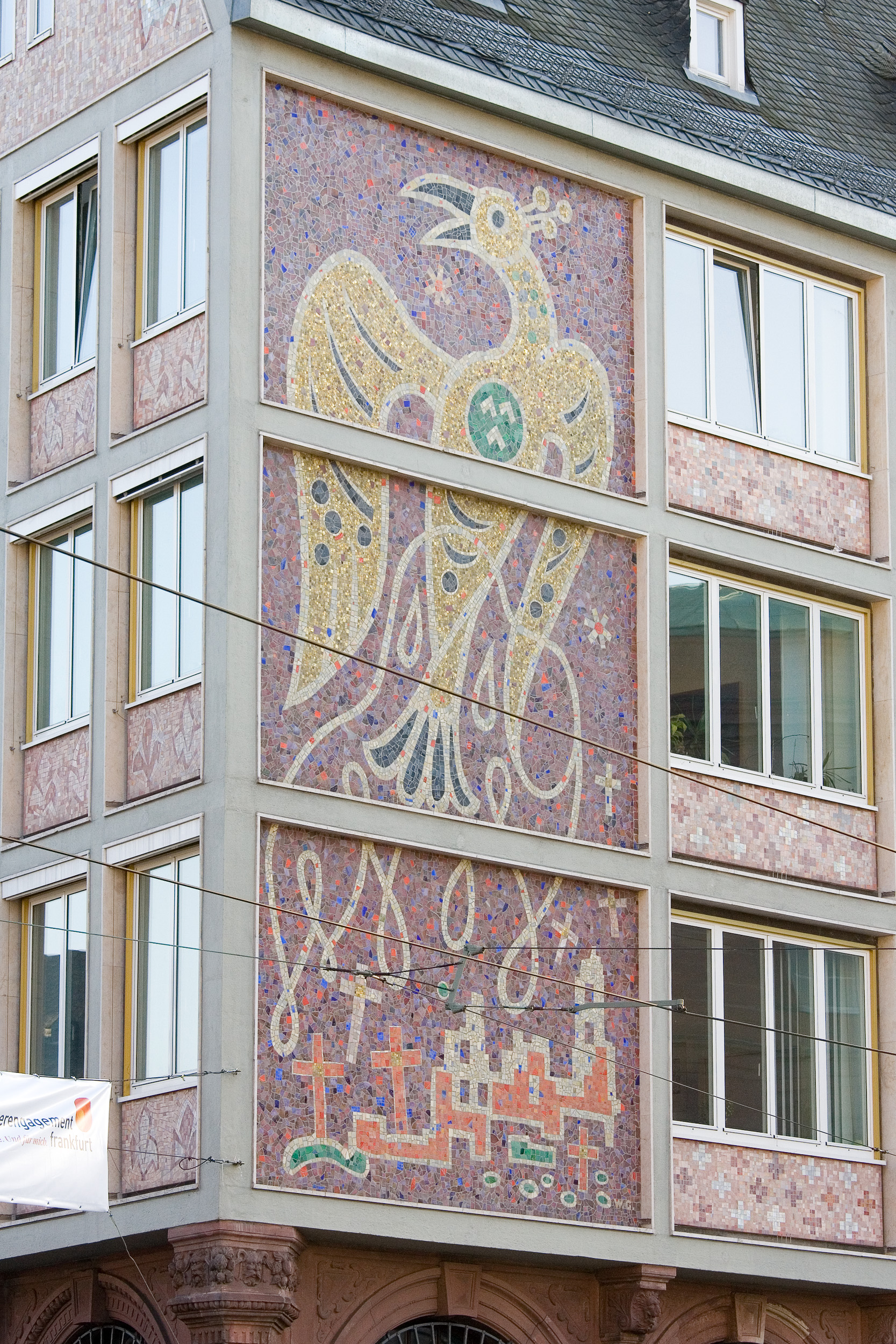
Mosaik des Phönix aus der Asche in Frankfurt am Main

- Glasfenster für die Universität Köln (1934), im Zweiten Weltkrieg zerstört
- Mosaik in der Oberschule Alsdorf (1934)
- Außenmosaik „Phönix“ am Salzhaus, Römerberg in Frankfurt/Main (1955)

### Grafisches Werk
Das grafische Werk von Wilhelm Geißler umfasst Gemälde, Monotypien, Zeichnungen und Mischtechniken, Mosaiken und Holzschnitte.

#### Gemälde
- Kreuzweg, 1922, 34 × 36 cm
- Selbstbildnis, 1925, 101 × 71 cm, Von der Heydt-Museum
- Wasserleiche, 1925, 51 × 71 cm
- Flaschentisch mit Guitarre, 1962, 60 × 84 cm
- Nächtliche Burg, 1965, 46 × 61 cm

#### Monotypien
- Die Landhälse II, 1956, 62 × 48 cm

#### Mosaiken
- Moses-Kopf, 1932, 51 × 71 cm
- Arbeiter, 1934, 52 × 71 cm

#### Holzschnitte
- Der junge Grabbe, 1924, 25 × 30 cm
- Der künstliche Mensch, 1925, 10 Blätter, je 12 × 16 cm
- Zürnender Moses, 1926, 29 × 43 cm
- Bergarbeiter (Kopf), 1926, 23 × 30 cm

- Sprecher unter den Brüdern, 1945
- Trümmer-Idyll, 1947, 37 × 54 cm
- Bauernschädel, 1948
- Der Hirt auf dem Feld, 1948
- Stolz und Würde, 1949
- Auffliegender Storch, 1950, 25 × 30 cm
- Zebras, 1969, 32,5 × 43 cm
- Kritiker X, 1973, 38 × 50 cm
- Feuerkopf, 1974, 35 × 17 cm

#### Exlibris
Wilhelm Geißler hat – vor allem als Holzschnitte – für Verwandte, Freunde und Bekannte – Exlibris (Bucheignerzeichen) entworfen.

## Ehrungen
- 1952 Blaues Band für Graphik der Stadt Lakeland (Florida)
- 1970 Silberne Ehrenplakette der Stadt Hamm
- Johann-Gutenberg-Medaille der Stadt Mainz

## Weblink
- https://www.bildindex.de/ete?action=queryupdate&desc=%22gei%C3%9Fler%2C%20wilhelm%22%20&index=obj-all Bildindex der Kunst & Architektur